# Dżebariki-Chaja
Dżebariki-Chaja (ros. Джебарики-Хая) − osiedle w azjatyckiej części Rosji, w Jakucji; w ułusie tompońskim.
Leży na wschodnim krańcu Niziny Środkowojakuckiej, nad Ałdanem; ok. 300 km na wschód od Jakucka; 4 tys. mieszkańców (1989); ośrodek wydobycia węgla kamiennego; produkcja materiałów budowlanych; przystań rzeczna.
Założone w 1941 r. jako osiedle górnicze.